# Judo tại Đại hội Thể thao Đông Nam Á 2001
Judo tại Đại hội Thể thao Đông Nam Á năm 2001 được tổ chức từ ngày 13 đến ngày 16 tháng 9 năm 2001 tại Nhà thi đấu Thể thao Quốc tế Penang (Penang International Sports Arena), bang Penang, Malaysia.  Chương trình thi đấu bao gồm các nội dung đối kháng cá nhân ở cả hai hạng mục nam và nữ, được chia theo các hạng cân tiêu chuẩn do Liên đoàn Judo quốc tế quy định. Các vận động viên tranh tài theo thể thức loại trực tiếp và thi đấu phân hạng để xác định kết quả.
Có tổng cộng 14 nội dung tranh tài huy chương, trong đó 7 nội dung của nam và 7 nội dung của nữ. Đoàn thể thao Thái Lan thống trị môn Judo với 7 huy chương vàng.

## Tóm tắt kết quả

### Nam
| Hạng cân                    | Vàng                         | Bạc                            | Đồng                             |
| --------------------------- | ---------------------------- | ------------------------------ | -------------------------------- |
| Extra-light Weight (-60 kg) | Chanchai Suksuwan · Thái Lan | Abraham Pulia · Philippines    | Eko Prasetyo · Indonesia         |
| Extra-light Weight (-60 kg) | Chanchai Suksuwan · Thái Lan | Abraham Pulia · Philippines    | Kyaw Soe Naing · Myanmar         |
| Half lightweight (-66 kg)   | Panjabutra Bodi · Thái Lan   | Lucero Aristoti · Philippines  | Peter Taslim · Indonesia         |
| Half lightweight (-66 kg)   | Panjabutra Bodi · Thái Lan   | Lucero Aristoti · Philippines  | Tun Tin Htoo · Myanmar           |
| Lightweight (-73 kg)        | I Wayan Sutiko · Indonesia   | Anantasak Suki · Thái Lan      | Yan Naing Soe · Myanmar          |
| Lightweight (-73 kg)        | I Wayan Sutiko · Indonesia   | Anantasak Suki · Thái Lan      | Nguyễn Hà Duy · Việt Nam         |
| Half middleweight (-81 kg)  | John D. Baylon · Philippines | Surasak Riengthong · Thái Lan  | Johanes Taslim · Indonesia       |
| Half middleweight (-81 kg)  | John D. Baylon · Philippines | Surasak Riengthong · Thái Lan  | Dinh Quoc Hung · Việt Nam        |
| Middleweight (-90 kg)       | Dwi Shimanto · Indonesia     | Manop Leewat Janakl · Thái Lan | Sydney Schwarzkoff · Philippines |
| Middleweight (-90 kg)       | Dwi Shimanto · Indonesia     | Manop Leewat Janakl · Thái Lan | Nyan Soe · Myanmar               |
| Half heavyweight (-100 kg)  | Kresna Bayu · Indonesia      | Tharalat Suttiphuli · Thái Lan | Khe Kommanivong · Lào            |
| Half heavyweight (-100 kg)  | Kresna Bayu · Indonesia      | Tharalat Suttiphuli · Thái Lan | Rolando G. Dino · Philippines    |
| Heavyweight (+100 kg)       | Kampita Pitak · Thái Lan     | Deni Zulfendri · Indonesia     | Ku Su Yin · Malaysia             |
| Heavyweight (+100 kg)       | Kampita Pitak · Thái Lan     | Deni Zulfendri · Indonesia     | Nguyễn Tấn Vinh · Việt Nam       |

### Nữ
| Hạng cân                    | Vàng                            | Bạc                              | Đồng                           |
| --------------------------- | ------------------------------- | -------------------------------- | ------------------------------ |
| Extra-light Weight (-48 kg) | Thin Zar Soe · Myanmar          | Nancy C. Quillotes · Philippines | Tangprapasson Nuang · Thái Lan |
| Extra-light Weight (-48 kg) | Thin Zar Soe · Myanmar          | Nancy C. Quillotes · Philippines | Huỳnh Mỹ Linh · Việt Nam       |
| Half lightweight (-52 kg)   | Aye Aye Thin · Myanmar          | Jindasing Roongtawan · Thái Lan  | Thái Mỹ Hương · Việt Nam       |
| Half lightweight (-52 kg)   | Aye Aye Thin · Myanmar          | Jindasing Roongtawan · Thái Lan  | Maya Fransiska · Indonesia     |
| Lightweight (-57 kg)        | Endang Sri List · Indonesia     | Sitthida Hassap · Thái Lan       | Lê Thị Thanh Tú · Việt Nam     |
| Lightweight (-57 kg)        | Endang Sri List · Indonesia     | Sitthida Hassap · Thái Lan       | Elmarie Malasan · Philippines  |
| Half middleweight (-63 kg)  | Chantana Hanprasert · Thái Lan  | Cheryl Goh Sze Wei · Singapore   | Nguyen Thi Din · Việt Nam      |
| Half middleweight (-63 kg)  | Chantana Hanprasert · Thái Lan  | Cheryl Goh Sze Wei · Singapore   | Lita Theresia · Indonesia      |
| Middleweight (-70 kg)       | Saguna Chalearmthip · Thái Lan  | Aprilia Marzuki · Indonesia      | Karen Solomon · Philippines    |
| Middleweight (-70 kg)       | Saguna Chalearmthip · Thái Lan  | Aprilia Marzuki · Indonesia      | Lay Nandar Aung · Myanmar      |
| Half heavyweight (-78 kg)   | Patcharee Pitchaipat · Thái Lan | Ngô Thị Mỹ Châu · Việt Nam       | Ira Purnamasari · Indonesia    |
| Half heavyweight (-78 kg)   | Patcharee Pitchaipat · Thái Lan | Ngô Thị Mỹ Châu · Việt Nam       | Marie Ano Aiza · Philippines   |
| Heavyweight (+78 kg)        | Paradawdee Pestonyee · Thái Lan | Cliffia · Indonesia              | Lâm Thị Oanh Vũ · Việt Nam     |

## Bảng huy chương
| Hạng               | Đoàn               | Vàng | Bạc | Đồng | Tổng số |
| ------------------ | ------------------ | ---- | --- | ---- | ------- |
| 1                  | Thái Lan (THA)     | 7    | 6   | 1    | 14      |
| 2                  | Indonesia (INA)    | 4    | 3   | 6    | 13      |
| 3                  | Myanmar (MYA)      | 2    | 0   | 5    | 7       |
| 4                  | Philippines (PHI)  | 1    | 3   | 5    | 9       |
| 5                  | Việt Nam (VIE)     | 0    | 1   | 8    | 9       |
| 6                  | Singapore (SIN)    | 0    | 1   | 0    | 1       |
| 7                  | Lào (LAO)          | 0    | 0   | 1    | 1       |
| 7                  | Malaysia (MAS)     | 0    | 0   | 1    | 1       |
| Tổng số (8 đơn vị) | Tổng số (8 đơn vị) | 14   | 14  | 27   | 55      |